# Romanisation (écriture)
Cette page contient des caractères spéciaux ou non latins. S’ils s’affichent mal (▯, ?, etc.), consultez la page d’aide Unicode.
Pour les articles homonymes, voir Romanisation et Latinisation.
La romanisation (ou latinisation) est la transcription ou la translittération d'une écriture non latine vers une écriture latine.

## Normes de romanisation deslangues altaïques
- Coréen : 
  - McCune-Reischauer ;
  - romanisation révisée du coréen ;
  - romanisation Yale (voir l'article en anglais).
- Gök-oğuz :
  - romanisation officielle du gök-oğuz cyrillique en Territoire autonome gök-oğuz (Moldavie).
- Mongol :
  - MNS, romanisation officielle du mongol cyrillique en République mongole ;
  - VPMC, romanisation du mongol en écriture mongole.
- Turc :
  - la révolution des signes qui a fait évoluer la langue turque vers l'alphabet romain avec diacritiques.

## Normes de romanisation deslangues austroasiatiques
- Khmer :
  - voir Romanisation du khmer ou, en chinois zh:高棉语罗马化.
- Vietnamien :
  - quốc ngữ : romanisation et orthographe officielle.

## Normes de romanisation deslangues austronésiennes
- Indonésien :
  - graphie « Van Ophuijsen » : en usage à partir de 1901, c'est la graphie du néerlandais appliquée au malais, langue véhiculaire et administrative dans ce qui était encore les Indes néerlandaises ;
  - graphie « républicaine » : introduite le 17 mars 1947 par le gouvernement de la république d'Indonésie, elle se caractérise par quelques modifications de la graphie Van Ophuijsen, dont la plus notable est le remplacement de l'« oe » néerlandais par le « u ». On l'appelle plutôt graphie « Soewandi », d'après le ministre de l’Éducation de l'époque ;
  - Ejaan Yang Disempurnakan (graphie perfectionnée), introduite en 1972 en remplacement de la graphie Soewandi et en vue d'harmoniser la graphie avec celle du malaisien.

## Normes de romanisation deslangues chamito-sémitiques
- Groupe égyptien
  - la transcription des hiéroglyphes
- Langues sémitiques
  - la transcription des langues sémitiques et la norme ISO 259

## Normes de romanisation deslangues dravidiennes
- Langues dravidiennes
  - ISO 15919

## Normes de romanisation deslangues indo-européennes
- Langues helléniques :
  - romanisation du grec.
- Langues romanes orientales :
  - romanisation du roumain (écrit en caractères gréco-slavons avant 1852) ;
  - romanisation du moldave (roumain écrit en caractères cyrilliques en Russie de 1838 à 1917 et en URSS de 1938 à 1989).
- Langues balto-slaves :
  - romanisation du cyrillique ;
  - romanisation du bulgare ;
  - romanisation de l'ukrainien.

N.B. : Le serbe s'écrivant en caractères latins et en cyrillique, la romanisation du serbe est simplement la notation latine.
- Langues indo-aryennes :
  - ISO 15919.

## Normes de romanisation deslangues japoniques
L' appartenance ou indépendance des langues japoniques aux langues altaïques est controversée (voir ces deux articles).
- Japonais : 
  - rōmaji (ローマ字?) : 
    - Hepburn (ヘボン式, Hebon-shiki?),
    - Kunrei (訓令式, Kunrei-shiki?),
    - Nippon-shiki (日本式?),
- Langues ryūkyū :
  - Okinawaïen :
  - Miyako 宮古口

## Normes de romanisation deslangues sino-tibétaines
```
La romanisation de la 
langue chinoise
 désigne en même temps cette transcription et le projet ambitieux de « moderniser » la langue en l'écrivant avec l'alphabet latin, sous l'égide de la 
république de Chine
 puis de la 
république populaire de Chine
.
```

- Langues chinoises :
  - Mandarin
    - EFEO
    - Gwoyeu Romatzyh (国语罗马字)
    - Latinxua Sinwenz
    - Lessing-Othmer
    - Mandarin Phonetic Symbols II
    - Pinyin (汉语拼音)
    - Pinyin postal
    - Romanisation de Yale
    - Tongyong Pinyin (通用拼音)
    - Wade-Giles

  - Cantonais - voir Romanisation cantonaise
    - Barnett-Chao
    - Gouvernement de Hong Kong
    - Jyutping (粵拼)
    - Meyer-Wempe
    - Pinyin cantonais (廣州話拼音方案)
    - Romanisation de Yale
    - Sidney Lau

  - Langues minnan
  - Hainanais
    - Hainanhua Pinyin Fang'an

  - Taïwanais
    - Pe̍h-ōe-jī (白话字)

  - Teochew
    - Peng'im (潮州话拼音方案)

  - Hakka
    - Kejiahua Pinyin Fang'an

  - Shanghaien (Wu (langue))
    - la méthode phonétique latine de Shanghaïen (吴语拉丁注音法)
- Langues bodiques
  - Tibétain
    - Pinyin tibétain ou zangwen pinyin (藏文拼音), romanisation officielle de la république populaire de Chine, la seule à retranscrire  les tons du Tibétain central.
    - Phonétique simplifiée THL, une des plus couramment utilisées dans les ouvrages occidentaux de nos jours.
    - Translittération Wylie, une des plus anciennes